# Beesia
Beesia – rodzaj roślin z rodziny jaskrowatych (Ranunculaceae). Obejmuje dwa gatunki występujące w Mjanmie i Chinach.

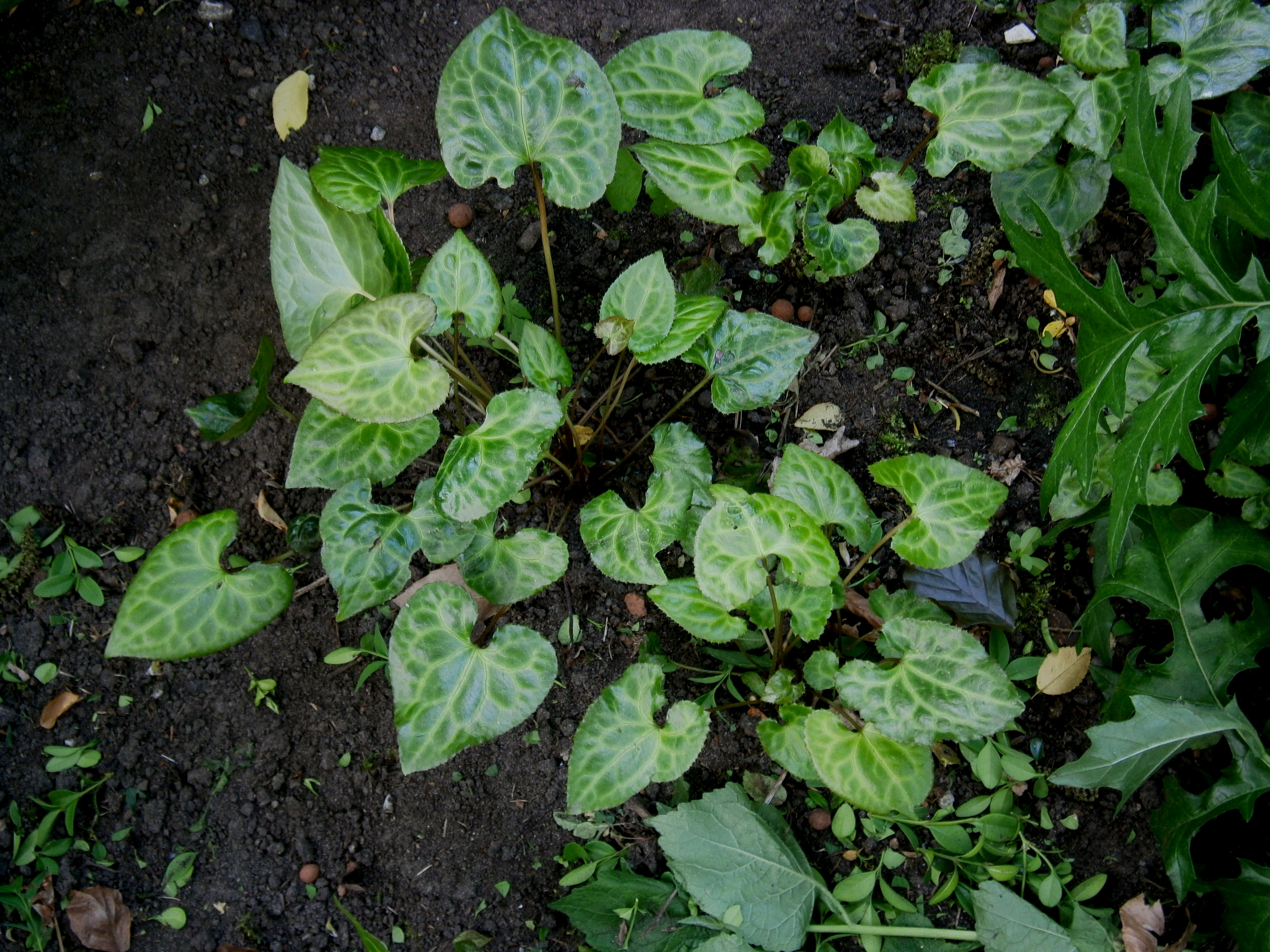
Beesia calthifolia

## Morfologia
Byliny z tęgimi, pełzającymi i podnoszącymi się kłączami. Liście odziomkowe 2–4, długoogonkowe, pojedyncze o blaszce sercowatej lub sercowato-trójkątnej, na brzegu ząbkowanej. Kwiaty wyrastają w złożonej wierzchotce na głąbiku otulonym u nasady pochwiastymi liśćmi. Z poszczególnych węzłów kwiatostanu wyrastają 1–3 kwiaty wsparte szydlastymi lub lancetowatymi przysadkami. Kwiaty promieniste, podczas kwitnienia rozpościerają szeroko listki okwiatu. Zewnętrzny okółek składa się z 5 działek eliptycznych, białych. Okółka wewnętrznego brak. Pręciki są liczne, ich nitki nitkowate, a główki pręcika kuliste. Owocem są wolno stojące, długie, wąskie i spłaszczone mieszki. Zawierają po kilkanaście owalnych nasion.

## Systematyka
Pozycja według APweb (aktualizowany system APG IV z 2016)
Rodzaj z plemienia Actaeeae, podrodziny Ranunculoideae, rodziny jaskrowatych (Ranunculaceae) z rzędu jaskrowców (Ranunculales), należących do kladu dwuliściennych właściwych (eudicots).
Wykaz gatunków
- Beesia calthifolia (Maximowicz ex Oliver) Ulbrich
- Beesia deltophylla C. Y. Wu ex P. K. Hsiao

## Zastosowanie
Kłącza wykorzystywane są w lecznictwie ludowym przy bólach reumatycznych, grypie i obrzękach.